# Canon de 14 pouces BL Mk VII
Pour les articles homonymes, voir Canon de 14 pouces.
Le canon de 14 pouces BL Mk VII (en anglais BL 14 inch Mk VII naval gun) est un canon conçu par le Royaume-Uni à la fin des années 1930. Il équipe à la fois les batteries côtières britanniques et les navires de la classe King George V, qui participent à la Seconde Guerre mondiale.

## Utilisation

### Artillerie navale
Le canon est monté sur les cuirassés de la classe King George V  : deux tourelles de 4 canons (Mark III) montées à l'avant et à l'arrière, et une tourelle double (Mark II) montée un peu en arrière de celle de l'avant et disposée de façon à pouvoir tirer par-dessus celle-ci.

### Artillerie côtière
Deux canons sont notamment disposés à St Margaret-at-Cliffe et nommés Winnie et Pooh en référence au nom anglophone de Winnie l'ourson.